# غيليرمو ريفيروس
غييرمو ريفيروس كونيخيروس (بالإسبانية: Guillermo Riveros)‏ (10 فبراير 1902 – 8 أكتوبر 1959) لاعب كرة قدم تشيلي راحل كان يجيد اللعب في خط الدفاع .
على مستوى الأندية لعب في فالبارايسو لاكروز ثم أوداكس إيتاليانو . شارك مع منتخب تشيلي في بطولة كأس العالم 1930 في الأوروغواي .

## وصلات خارجية
- غيليرمو ريفيروس على موقع الاتحاد الدولي (مؤرشف)  (الإنجليزية)
- غيليرمو ريفيروس على موقع قاعدة بيانات كرة القدم.إي يو (الإنجليزية)
- غيليرمو ريفيروس على موقع ناشيونال فوتبول تيمز (الإنجليزية)
- غيليرمو ريفيروس على موقع Soccerway.com (الإنجليزية)
- غيليرمو ريفيروس على موقع عالم كرة القدم.نت (الإنجليزية)
- غيليرمو ريفيروس على موقع أوليمبيديا (الإنجليزية)

- هذا السيرة الذاتية